# ギャルと恐竜
『ギャルと恐竜』（ギャルときょうりゅう）は、森もり子原作、トミムラコタ作画による日本の漫画作品。講談社の漫画投稿サイト「DAYS NEO」にて2018年4月20日に投稿された後、同社の『週刊ヤングマガジン』にて同年10月15日発売の46号より2022年1月24日発売の8号まで連載。
ギャルの楓と、彼女が酔った勢いで部屋に入れてしまった恐竜との同居生活が描かれる。

## 制作背景
本作の原作担当者である森はLINEスタンプ『もっと私にかまってよ！』の販売で、作画担当のトミムラはTwitter上で『実録！父さん伝説』という漫画の掲載で、それぞれ知られていた。一方で、森はSNSに投稿した漫画が反響を呼んで書籍化されることを光栄に感じていたが、トミムラとは編集者と一緒に漫画を作りたいという見解で一致していた。ある日、漫画投稿サイトDAYS NEOのベータ版の開設を知った二人は、すぐさま「mug.」という筆名で『イルカは今もあの星で』という漫画を投稿するが、反響の薄さに不安を覚える。
一方、ヤングマガジンの編集者であるスズキは、同作の色味やセンスを評価していたものの、気になっても声をかけにくかったとコミックデイズの公式ブログの対談の中で明らかにしており、反響が薄かった他の原因としてサイトへの作品の投稿量が多くて埋もれてしまったことを挙げている。
その後、2018年4月20日に森とトミムラは本作『ギャルと恐竜』を投稿する。スズキの心には本作への印象が強く残り、担当編集者に名乗りを上げる。また、トミムラはスズキのプロフィールに藤子・F・不二雄の作品を読んでいたとあったことに興味を覚え、スズキを担当編集者に指名する。投稿から1週間後の4月27日、スズキは森とトミムラに出会い、二人がSNS上での有名人だったことを知る。
DAYS NEO投稿時における恐竜にはセリフが存在していたものの、スズキの提案により、コミックDAYS連載版での恐竜は無口な主人公へと変更された。
作画担当のトミムラは元々藤子・F・不二雄のファンで、本作における「人間と人外が共同生活する」という設定は藤子からの影響であるとコミックデイズの公式ブログの対談の中で述べている。

## 登場人物
声の項はテレビアニメ版の声優、演の項は実写版の演者を示す。
楓
声 - 島袋美由利 / 演 - 8467（）
本作の主人公であるギャル。12月25日生まれの22歳。高校卒業後、看護学校へ通っていた。将来はネイル専門学校へ入学しネイリストになるのが夢。コンビニでアルバイトしながらアパートで恐竜と同居中。正義感があり、人見知りをせず、物事を深く悩まない性格で、面倒見が良く大家さんなどの近所付き合いも良好。恐竜には甘い。実写パートでは2話より登場。苗字は「一杉」。以前はTwitterをやっていたが、パスワードが分からなくなって以来ログインしていない。
恐竜
実写版スーツアクター - 飯塚みずほ
本作のもう一人の主人公。言語は話せないものの仏語等複数の言語を理解し、ジェスチャーと表情で周囲と意思疎通ができる。好物はカップラーメン。空港の保安検査場を通るとなぜかブザーが鳴る。大家さんの仕事を手伝っておりアルバイト代は1000円で缶に貯めているが、札より硬貨の方が気に入っている。
山田
声 - 夏吉ゆうこ
楓の友人。度々楓の家を訪れる。名前は「令佳」。OLであり、勤め先にはかなりの不満がある模様。酒豪。
先パイ
声 - 工藤夕希
楓のアルバイト先の先輩で大学生。苗字は田口。21歳。実家で両親と暮らしている。ギャルに対して「こわい」というイメージを抱きがち。楓より年下だが、楓にはタメ語で話している。大学の勉強はファミレスでするのが好み。
翔太
声 - 山下誠一郎
楓の元カレ。後に復縁。恐竜と仲が良い。オンラインフードの配達アルバイトをしている。
翔太の母親
おしゃべりと韓国が大好きで10回訪韓している。翔太のTwitterをフォローしており裏アカまで把握している。楓のことが大好きで、楓と翔太が別れたことも実は知っていた。アニメ版では母親はスナックで働いている設定。
大家さん
声 - 斉藤貴美子 / 演 - 高橋洋子
楓の住むアパートの管理人。お人好しで猫が大好き。原作では夫は5年前に他界している。夫が経営していたアパートの経営を引き継いでおり、楓は手渡しで家賃を収めている。正月には楓たちに末広がりを意味する8000円のお年玉をあげていた。
実写パートでは1、2話に登場。見栄晴の管理人であり、蒼井翔太を視認できる。赤いスケジュール帳を所持している。

### 実写パートのみの登場人物
見栄晴
1、2、12話に登場。
2019年12月に恐竜と同棲する。アニメパートの楓と似たような素振りをするが、クリスマスケーキを食べた途端、発作を起こし倒れてしまう。その後も蒼井が時空を書き換えるたびに食べ物で何度も発作を起こし倒れている。彼の子供のころの集合写真に蒼井翔太も写っており、彼と何らかの関係はある様子。
12話ではタクシードライバーになっており、行きがかり上「再会」した恐竜を冬の海につれていくことになる。書き替えられた時間がどのように彼に作用したのかは不明であり、この時間軸では出会わなかった恐竜との別れの際には何故か涙を流していた。
蒼井翔太
1、2話に登場。時空をさまよう旅人。通常の人間は彼を視認できないが恐竜には見えている。青いスケジュール帳で時空のシナリオを何度も書き換えるも、何度も失敗しその度に書き換えを行い、最終的には恐竜と見栄晴を出逢わなくした。
スケジュール帳のみが楓の部屋に残されゴミ箱に放りこまれるが、5話で恐竜にキャンプの焚火で燃やされてしまった。その後は消息不明。
テレビアニメ『ポプテピピック』に登場した際と同じ衣装を着ており、関係性が示唆されている。エンディングクレジットでは『ポプテピピック』原作者の大川ぶくぶが「蒼井翔太協力」としてクレジットされている。
ハリウッドザコシショウ
4話に登場。楓が恐竜と見ていたテレビ番組のリポーターとして登場。ある時、恐竜が目を覚ますと、恐竜の前に現れて一緒にものまねごっこをして遊ぶ。
GO!皆川・大西ライオン・ジョイマン
いずれも7話に登場。ギックリ腰で休んでいる楓を元気付けようと恐竜が呼んだお笑い芸人。
楓の友人
演 - なえなの、横田未来
8話に登場。原作やアニメに登場する山田・田口とは別人。
トム
演 - マイケル・アーロン・ストーン
8話に登場。恐竜の誕生日会のおでんの卵が全てなくなる事件の犯人。天井からワイヤーでぶら下がってつまみ食いしていたが、楓にバレてしまう。

## 書誌情報
- 森もり子（原作）・トミムラコタ（作画）『ギャルと恐竜』講談社〈ヤンマガKC〉、全7巻
  1. 2019年4月5日発売[9]、ISBN 978-4-06-515203-4
  2. 2019年9月6日発売[9]、ISBN 978-4-06-516992-6
  3. 2020年2月6日発売[9]、ISBN 978-4-06-518216-1
  4. 2020年7月6日発売[9]、ISBN 978-4-06-520204-3
  5. 2021年2月5日発売[9]、ISBN 978-4-06-522305-5
  6. 2021年9月6日発売[9]、ISBN 978-4-06-524748-8
  7. 2022年3月4日発売[9]、ISBN 978-4-06-527063-9

## テレビアニメ
2020年4月から12月までTOKYO MXほかで放送された。アニメパートと実写パートで構成される。新型コロナウイルスの感染拡大に伴い第8話以降の放送および配信延期が発表され、同年10月より放送再開した。放送再開に伴い、第7話までを製作スタッフ陣・アニメパート出演声優陣によるオーディオコメンタリー版として放送した後第8話以降を追加した完全版として放送することが決定した。

### スタッフ
- 原作 - 森もり子、トミムラコタ[11]
- シリーズ監督・シリーズ構成・脚本・絵コンテ・演出・キャラクターデザイン・原画・総作画監督・撮影監督・編集・色彩設計 - 青木純[11]
- 音響監督 - 鐘江徹[11]
- 音楽 - 吟[11]
- 音楽制作 - キングレコード[11]
- プロデューサー - 小荒井梨湖[11]、米澤明[11]、橋内敬二・鈴木ちえこ（実写パート）
- チーフプロデューサー - 須藤孝太郎[11]、古川慎[11]
- アニメーションプロデューサー - 佐々木貴之
- アニメーション制作 - スペースネコカンパニー[11]、神風動画[11]
- 実写シリーズ構成・脚本 - 須藤孝太郎[11]
- 実写監督 - 大塚貴彦、須藤孝太郎
- 実写制作 - HALO[11]
- 製作 - キングレコード[11]、講談社[11]

### 主題歌
「恐竜あげみざわ☆」
楓（島袋美由利）、山田（夏吉ゆうこ）、先パイ（工藤夕希）、翔太（山下誠一郎）で構成される「恐竜フレンズ」によるオープニングテーマ。作詞・作曲・編曲は吟。
「Peaceful Days」
高橋竜子によるエンディングテーマ。作詞・作曲・編曲は吟。

### 各話リスト
| 話数 | サブタイトル                    | 作画監督               | 実写パート | 初放送日      |
| ---- | ------------------------------- | ---------------------- | ---------- | ------------- |
| #1   | #1-1 はじめまして！             | 佐藤華音 隋縁          | 始まり     | 2020年 4月5日 |
| #1   | #1-2 猫がいたよ                 | 佐藤華音 隋縁          | 始まり     | 2020年 4月5日 |
| #2   | #2-1 友だちがやってきたよ       | 佐藤華音 隋縁          | 救済       | 4月12日       |
| #2   | #2-2 元カレと会ったよ           | 佐藤華音 隋縁          | 救済       | 4月12日       |
| #3   | #3-1 お買い物だよ               | 佐藤華音 隋縁          | 前兆       | 4月19日       |
| #3   | #3-2 道を歩くよ                 | 佐藤華音 隋縁          | 前兆       | 4月19日       |
| #4   | #4-1 しっぽはやめて             | 小川一郎 佐藤華音 隋縁 | 残夢       | 4月26日       |
| #4   | #4-2 メリークリスマス！         | 小川一郎 佐藤華音 隋縁 | 残夢       | 4月26日       |
| #5   | #5-1 良いお年を                 | 佐藤華音 隋縁          | 野営       | 5月3日        |
| #5   | #5-2 神様にごあいさつだよ       | 佐藤華音 隋縁          | 野営       | 5月3日        |
| #6   | #6-1 何を借りようかな           | 佐藤華音 隋縁          | 変身       | 5月10日       |
| #6   | #6-2 みかんおいしいね           | 佐藤華音 隋縁          | 変身       | 5月10日       |
| #7   | #7-1 しんぱいだな               | 佐藤華音 隋縁 奥山裕也 | 激励       | 5月17日       |
| #7   | #7-2 ないしょのお話             | 佐藤華音 隋縁 奥山裕也 | 激励       | 5月17日       |
| #8   | #8-1 ラーメン以外も食べるよ     | 小川一郎 孫偉 佐藤華音 | 生誕       | 11月22日      |
| #8   | #8-2 バースデーパーティーだよ！ | 小川一郎 孫偉 佐藤華音 | 生誕       | 11月22日      |
| #9   | #9-1 ちょっとこわい             | 佐藤華音 隋縁          | 夢幻       | 11月29日      |
| #9   | #9-2 二度寝するよ！             | 佐藤華音 隋縁          | 夢幻       | 11月29日      |
| #10  | #10-1 おともだちだよ            | 佐藤華音 隋縁 奥山裕也 | 邂逅       | 12月6日       |
| #10  | #10-2 字を書くよ                | 佐藤華音 隋縁 奥山裕也 | 邂逅       | 12月6日       |
| #11  | #11-1 もしもし〜                | 佐藤華音 隋縁 松田啓子 | 遊戯       | 12月13日      |
| #11  | #11-2 ラクだよ                  | 佐藤華音 隋縁 松田啓子 | 遊戯       | 12月13日      |
| #12  | #12-1 お外でご飯                | 佐藤華音 隋縁 松田啓子 | 再会       | 12月20日      |
| #12  | #12-2 平和だな〜                | 佐藤華音 隋縁 松田啓子 | 再会       | 12月20日      |

### 放送局
| 放送期間                | 放送時間                     | 放送局       | 対象地域 | 備考                                                                              |
| ----------------------- | ---------------------------- | ------------ | -------- | --------------------------------------------------------------------------------- |
| 2020年4月5日 - 5月17日  | 日曜 1:00 - 1:30（土曜深夜） | TOKYO MX     | 東京都   |                                                                                   |
|                         |                              | BS11         | 日本全域 | BS放送 / 『ANIME+』枠                                                             |
| 2020年4月10日 - 5月22日 | 金曜 1:20 - 1:50（木曜深夜） | 北海道テレビ | 北海道   |                                                                                   |
| 2020年4月5日 - 5月17日  | 日曜 23:30 - 月曜 0:00       | アニマックス | 日本全域 | BS/CS放送 / リピート放送あり / アニマックス特別版のみエンディング後にも実写パート |
| 2020年4月8日 - 5月20日  | 水曜 23:00 - 23:30           | とちぎテレビ | 栃木県   |                                                                                   |

| 放送期間                       | 放送時間                     | 放送局       | 対象地域 | 備考                                                                                  |
| ------------------------------ | ---------------------------- | ------------ | -------- | ------------------------------------------------------------------------------------- |
| 2020年11月22日 - 12月20日      | 日曜 1:30 - 2:00（土曜深夜） | TOKYO MX     | 東京都   |                                                                                       |
|                                |                              | BS11         | 日本全域 | BS放送 / 『ANIME+』枠                                                                 |
| 2020年11月26日 - 12月24日      | 木曜 1:50 - 2:20（水曜深夜） | 北海道テレビ | 北海道   |                                                                                       |
| 2020年12月12日 - 2021年1月16日 | 土曜 21:30 - 22:00           | アニマックス | 日本全域 | BS/CS放送 / リピート放送ありあり / アニマックス特別版のみエンディング後にも実写パート |
| 2021年1月6日 -                 | 水曜 23:00 - 23:30           | とちぎテレビ | 栃木県   |                                                                                       |

| 配信開始日    | 配信時間                     | 配信サイト | 備考                 |
| ------------- | ---------------------------- | --- | -------------------- |
| 2020年4月5日  | 日曜 1:00（土曜深夜） 更新   | ABEMA Amazonプライム・ビデオ dアニメストア Hulu U-NEXT FOD ビデオマーケット music.jp DMM.com GYAO!ストア Rakuten TV クランクイン！ビデオ バンダイチャンネル ニコニコチャンネル |                      |
|               | 日曜 7:00 更新               | YouTube（ボンボンTV・フル☆アニメTV・いちなるTV） | 実写版はダイジェスト |
| 2020年4月6日  | 月曜 7:00 更新               | ふらっと動画 |                      |
| 2020年4月7日  | 火曜 12:00 更新              | J:COMオンデマンド TELASA milplus HAPPY!動画 ひかりTV auスマートパスプレミアム                                                                                                  |                      |
|               | 火曜 19:00 更新              | TSUTAYA TV |                      |
| 2020年4月12日 | 日曜 0:30 - 1:00（土曜深夜） | ニコニコ生放送 |                      |

### BD
| 巻 | 発売日         | 収録話          | 規格品番 |
| -- | -------------- | --------------- | -------- |
| 1  | 2020年10月28日 | 第1話 - 第3話   | KIXA-898 |
| 2  | 2020年11月25日 | 第4話 - 第6話   | KIXA-899 |
| 3  | 2020年12月23日 | 第7話 - 第9話   | KIXA-900 |
| 4  | 2021年1月27日  | 第10話 - 第12話 | KIXA-901 |